# 1963年の政治
1963年の政治（1963ねんのせいじ）では、1963年（昭和38年）の政治分野に関する出来事について記述する。

## できごと

### 1月
- 1月1日 - 大韓民国の行政区画の再編、ソウル特別市の拡張および釜山直轄市の設置、一部の郡の所属の変更（蔚珍郡を江原道から慶尚北道に編入など）。
- 1月26日 - アメリカ合衆国、日本に対して原子力潜水艦の日本寄港を要請。日本政府は原則的に合意を発表。

### 2月
- 2月10日 - 小倉・門司・戸畑・若松・八幡の5市が合併して北九州市が誕生。4月1日付で全国6番目の政令指定都市となり、旧5市がそれぞれ区となった。

### 4月
- 4月7日 - ユーゴスラビアが国名を「ユーゴスラヴィア社会主義連邦共和国」に改称し、チトーが終身大統領に就任。
- 4月26日 - 池田勇人首相、衆議院本会議で「日米安保条約上の措置としてアメリカ原子力潜水艦の日本寄港を承認」と答弁。

### 6月
- 6月1日 - 山形県酒田市十里塚海岸沖約1kmにて、漁業者の通報により無灯火の不審船を発見。酒田海上保安部が追跡するも停船命令に応じず、逃走。これが海上保安庁として初めて公に確認した不審船事案となる。
- 6月20日
  - 米ソ、ホットラインを開設する協定に調印。
  - 観光基本法公布。

### 7月
- 7月9日 - 池田勇人首相、大磯に吉田茂元首相を訪ね、会談。吉田は池田に佐藤栄作への禅譲を言及。
- 7月11日 - 老人福祉法公布。
- 7月12日 - 新産業都市、工業整備特別地域を閣議決定。
- 7月18日 - 第2次池田内閣第3次改造内閣発足。

### 8月

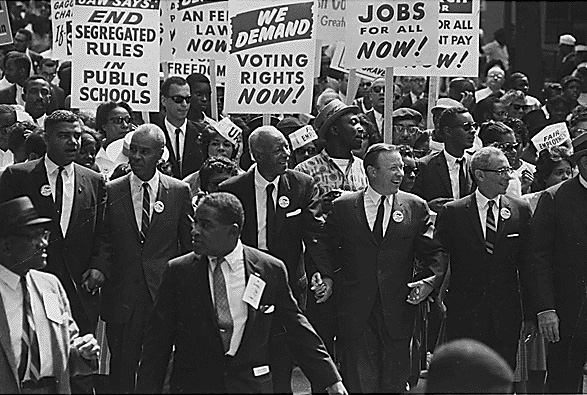
ワシントン大行進

- 8月15日 - 政府主催による全国戦没者追悼式が開かれる。以後毎年8月15日に開催。
- 8月17日 - 日本原子力船開発事業団発足。
- 8月28日 - ワシントン大行進。

### 9月
- 9月15日 - 公民権運動の拠点となっていたアメリカ合衆国アラバマ州バーミングハムの教会を白人至上主義団体クー・クラックス・クランが爆破。犠牲者4名。（16番街バプテスト教会爆破事件）
- 9月23日 - 池田首相、フィリピン、インドネシア、オーストラリア、ニュージーランド訪問に出発。

### 10月
- 10月7日 - 中国油圧機器調査団通訳の周鴻慶、東京狸穴のソ連大使館に亡命申請。すぐに台湾亡命を希望（周鴻慶事件）。
- 10月15日
  - 第44臨時国会召集。
  - 第5代大韓民国大統領選挙、軍事政権が民政移管のために創党した与党・民主共和党の朴正煕候補が民政党の尹潽善候補を僅差で下して、大統領に当選。
- 10月23日 - 衆議院が解散される。

### 11月

第30回衆議院議員総選挙の結果。

- 11月1日 - 南ベトナムでクーデター。ゴ・ディン・ジエム大統領が殺害される。
- 11月5日 - 池田首相が極右に短刀で襲われる。
- 11月20日 - 人種差別撤廃宣言採択。
- 11月21日 - 第30回衆議院議員総選挙投票。
  - 自由民主党283議席、日本社会党144議席、民社党23議席、日本共産党5議席、無所属12議席。
- 11月22日 - ジョン・F・ケネディアメリカ合衆国大統領がテキサス州ダラス市に於いて暗殺される（ケネディ大統領暗殺事件）。
  - ケネディ暗殺実行犯としてリー・ハーヴェイ・オズワルドが逮捕される。
  - リンドン・ジョンソン副大統領が第36代大統領に昇格。
- 11月24日 - リー・ハーヴェイ・オズワルドがジャック・ルビーに射殺される。
- 11月25日 - ジョン・F・ケネディ米国前大統領の国葬が首都ワシントンに於いて執り行われ、池田首相を始めとする各国首脳が参列した。

### 12月
- 12月4日 - 第45特別国会召集（12月18日閉会）。
- 12月17日 - 朴正熙、韓国大統領に就任。
- 12月20日 - 第46国会召集（1964年6月26日閉会）。
- 12月31日 - 日米共同声明（在日米軍の縮小について）。